# Войсковиці
Войсковиці (рос. Войсковицы) — селище у Гатчинському районі Ленінградської області Російської Федерації.
Населення становить 3860 осіб. Належить до муніципального утворення Войсковицкое сельское поселение.

## Географія
Населений пункт розташований на південній околиці міста Санкт-Петербурга.

## Історія
Згідно із законом від 16 грудня 2004 року № 113—оз належить до муніципального утворення Войсковицкое сельское поселение.

## Населення
| 2002 | 2007  | 2010  | 2017  |
| ---- | ----- | ----- | ----- |
| 3916 | ↘3897 | ↗4187 | ↘3860 |